# St. Kilian (Nüdlingen)
| St. Kilian, Nüdlingen                    | St. Kilian, Nüdlingen |
| ---------------------------------------- | --------------------- |
| Die Pfarrkirche St. Kilian von Nüdlingen |                       |
| Ort                                      | Nüdlingen             |
| Konfession                               | römisch-katholisch    |
| Diözese                                  | Bistum Würzburg       |
| Patrozinium                              | Kilian                |
| Baujahr                                  | 1615                  |
| Bautyp                                   |                       |
| Funktion                                 | Pfarrkirche           |

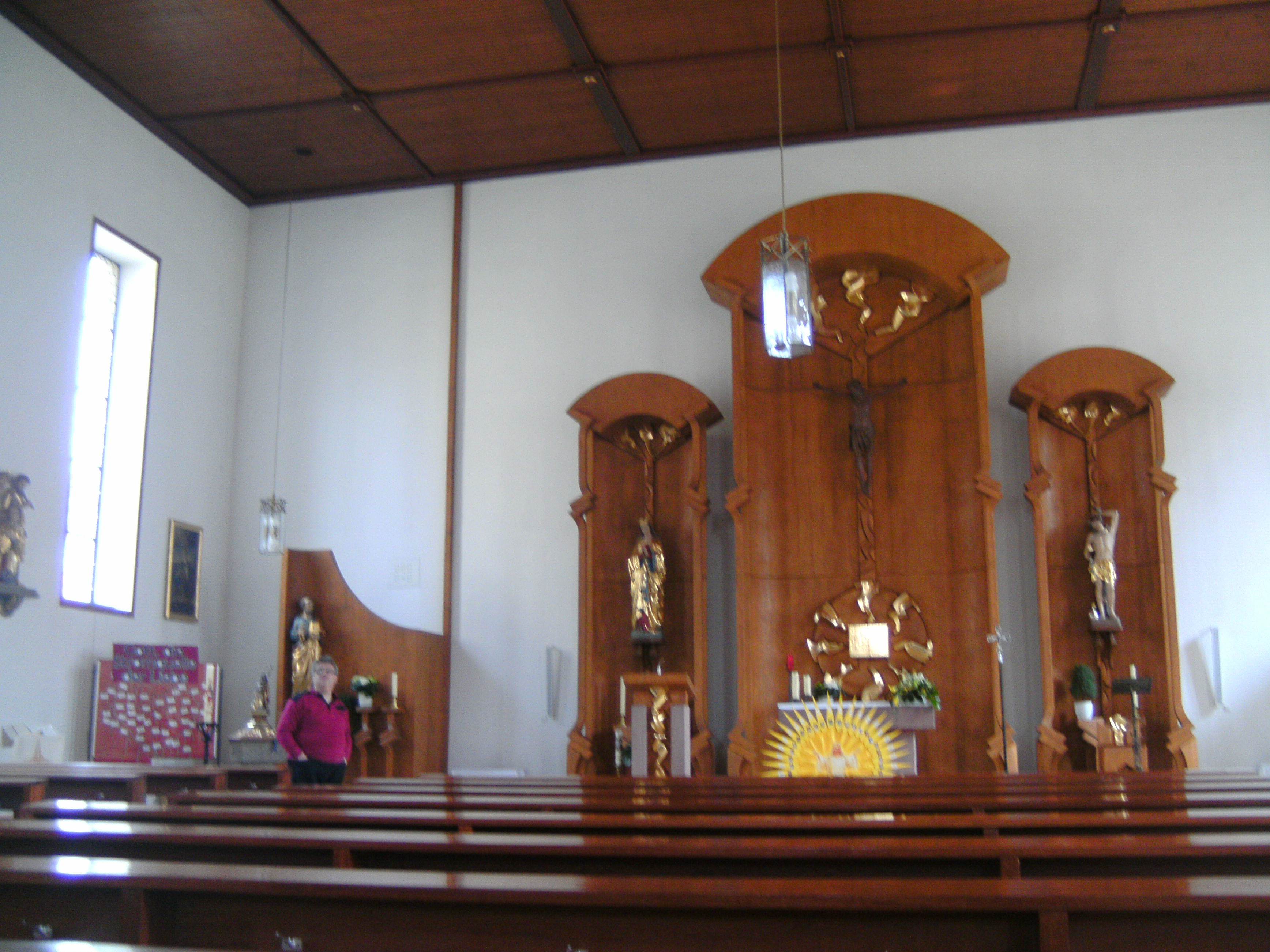
St.-Kilians-Kirche Innenansicht

Die St.-Kilian-Kirche in Nüdlingen, einer bayerischen Gemeinde im unterfränkischen Landkreis Bad Kissingen, gehört zu den Baudenkmälern von Nüdlingen und ist unter der Nummer D-6-72-136-23 in der Bayerischen Denkmalliste registriert. Sie ist dem heiligen Kilian gewidmet.

## Geschichte

### Vorgängerkapelle
Die heutige St.-Kilian-Kirche löste die Sebastianikapelle als Pfarrkirche ab. Es gilt als sicher, dass es bereits vor der Sebastianikapelle eine Pfarrkirche in Nüdlingen gab, deren Standort jedoch unbekannt ist. Die Existenz ausgedehnter massiver Grundmauern in der Haardstraße nördlich des ehemaligen Pfarrhauses könnten auf den dortigen Standort dieser ersten Kirche hindeuten. Dieser Ansatz ist jedoch unsicher und könnte erst durch den Fund eines ehemaligen Friedhofs bekräftigt werden.

### Bau der St.-Kilian-Kirche
Als unter Würzburger Fürstbischof Julius Echter von Mespelbrunn der Nachbarort und heutige Nüdlinger Ortsteil Haard am 22. Februar 1590 zum Filialort von Nüdlingen erhoben wurde, entstand die Notwendigkeit zur Errichtung eines neuen, größeren Kirchenbaus. Zu diesem Zweck ließ der Würzburger Fürstbischof Julius Echter von Mespelbrunn im Jahr 1600 die zahlreichen Häuser des in der Ortsmitte Nüdlingens gelegenen Castrums abreißen. Zu Ehren von Julius Echter von Mespelbrunn wurde in der Kirche ein Wappen angebracht, später jedoch entgegen den Absichten des Fürstbischofs in die Sakristei über die Tür versetzt.
Im Jahr 1615 wurde eine Erweiterung der im spätgotischen Stil erbauten Kirche erforderlich. Dies lässt darauf schließen, dass Fürstbischof Echter lediglich den Bauplatz für die Kirche zur Verfügung stellte und der Bau nicht unter seiner Leitung stattfand, sondern aus dem Nüdlinger Kirchenvermögen sowie Spenden finanziert wurde, da der Fürstbischof die Kirche von vornherein größer angelegt hätte. Die im Jahr 1615 im neuromanischen Stil vorgenommene Erweiterung wiederum fand auf Anweisung des Fürstbischofs statt. Im Rahmen dieser Erweiterung wurde die Kirche mit einem Julius-Echter-Turm ausgestattet.
Im Jahr 1759 wurde der Kirchturm erneuert. Zudem wurden im Turmknauf einige Reliquien und eine Schrift niedergelegt. Wie sich bei der nächsten Kirchenrenovierung im Jahr 1813 herausstellte, ist die Schrift durch Witterungseinflüsse fast vollständig verwittert.

### Kirchenerweiterungen (19. Jahrhundert)
Diese Renovierung von 1813 sowie eine erneute Erweiterung, die durch erneutes Bevölkerungswachstum erforderlich geworden war, fanden unter Ortspfarrer Bernhard Kast statt. Die Kirchenerweiterung wurde durch die Errichtung einer doppelten Emporkirche, Versetzung der Türen sowie eine Neueinteilung der Kirchenstühle umgesetzt. Eine weitere Erneuerung des Kirchturms fand in der Zeit zwischen 1810 und 1825 unter Pfarrer Johann Adam Göpfert statt. Göpferts diesbezügliche Schriften sind noch erhalten.
Eine weitere Kirchenerweiterung fand in den Jahren 1858/59 unter Pfarrer Michael Erhard statt, in deren Rahmen ein breiterer Eingang angelegt sowie die bis dahin barocken Elemente der Kirche durch eine neugotische Ausstattung ersetzt wurden.
Im Jahr 1882 wurde in der Kirche aus Dank für das glückliche Ende einer Viehseuche eine vom Nüdlinger Bildhauer Ferdinand Hümmler im gotischen Stil angefertigte Statue des hl. Wendelin aufgestellt, die aus der Gemeindekasse sowie durch Spenden finanziert wurde.
Im Jahr 1895 fand unter Pfarrer Treubert eine Renovierung der Pfarrkirche statt, die 6.000 Mark kostete. Ein Anteil von 2.000 Mark wurde aus der Gemeindekasse, der Rest durch Spenden gedeckt. Im Dezember 1921 wurde auf  Initiative von Pfarrer Knapp die alte Kirchturmuhr, die nur ein Zifferblatt an der Nordseite des Turmes hatte und zudem jeden Tag neu aufgezogen werden musste, durch eine neue Kirchturmuhr mit vier Zifferblättern ersetzt. Von den Kosten in Höhe von knapp 10.000 Mark übernahm die Gemeinde 8.000 Mark.
Zwischen 1935 und 1938 Jahren machte eine Sporenbildung des Milchpilzes innerhalb der Kirche eine Renovierung der Inneneinrichtung erforderlich; zusätzlich wurden die Altäre neu gefasst, die Statuen vergoldet und barocke, von Johann Peter Herrlein angefertigte Bilder erneuert. Zusätzlich wurden eine Kirchenheizung und eine neue Beleuchtung installiert. Die Kosten wurden durch Mittel der Kirchenstiftung sowie durch Spenden aus der Bevölkerung gedeckt. Die Gesamtkosten der Renovierung beliefen sich auf 24.222 RM (allein 3.000 RM im Jahr 1935 sowie 3220 RM im Jahr 1938). Der Antrag auf einen Zuschuss wurde von der Gemeinde mit Hinweis auf die schlechte Finanzlage sowie die hohen Kosten für den Ausbau der Nüdlinger Hauptstraße abgelehnt.
Eine umfangreiche Renovierung der Kirche fand im Jahr 1953 aus Anlass des 500-jährigen Bestehens der Pfarrei statt. Es wurden u. a. die Decke und Wände getüncht, Malereien, Fresken und Altäre überholt und der Fußboden mit Solnhofener Platten belegt und die Beleuchtung neu installiert. Die Kosten beliefen sich auf 16.500 DM.

### Kirchenerweiterung (1962–1966)
Im Mai 1962 wies der Würzburger Dombaumeister Hans Schädel auf die Sanierungsbedürftigkeit der Decke des Kirchengebäudes hin, die um 40 Zentimeter durchhing, so   dass die Sicherheit nicht mehr gewährleistet war. Pfarrer Baptist Leidner regte an, die Sanierung mit einer Kirchenerweiterung zu verbinden, deren Notwendigkeit sich auf Grund der steigenden Bevölkerungszahlen abzeichnete. So wurde am 10. Juli 1964 eine weitere Erweiterung der Kirche beschlossen und vom Gemeinderat 200.000 D-Mark zur Verfügung gestellt; der Rest sollte durch Spenden gedeckt werden. Die Kirche wurde in Nordrichtung um sieben Meter erweitert. Während die neugotischen Statuen und Bilder ins Lager verbracht wurden, dienten die Altäre und Bänke als Brennholz. Ein Teil der 1600 entstandenen Kirche wurde abgerissen; ein während der Erweiterung aufgefundener großer Eichenbalken mit der Signierung 1600 wurde in das örtliche Heimatmuseum verbracht. Die Gesamtkosten für die Kirchenerweiterung betrugen 708.540 DM. Der Gemeinderat bewilligte 200.000 DM; der Rest wurde durch Zuschüsse und Spenden aus der Bevölkerung gedeckt.
Das heutige, lebensgroße Kruzifix über dem Altar der heutigen St.-Kilians-Kirche stammt aus dem Besitz der Nüdlingerin Emma Kiesel und wurde aus Anlass ihrer Anbringung in der Kirche präpariert. Die Aussage von Emma Kiesels Tante, die Christusfigur stamme von einem beschädigten Flurkreuz und sei von ihrem Vater mitgenommen worden, gilt jedoch als unwahrscheinlich. Die wahren Hintergründe der Entstehung der Christusfigur sind unbekannt.
Die Kirche enthält nun einen von Peter Herrlein geschaffenen Kreuzweg, eine Madonnenfigur, eine Pietà sowie Darstellungen unter anderem des hl. Sebastian und des hl. Kilian. Am 26. Juni 1966 fand die Einweihung des Altars durch Weihbischof Alfons Kempf statt.
Die vier Glocken sind in den Tönen d’ – fis’ – a’ – h’ gestimmt.